# Alejandro de Wurtemberg (1839-1876)

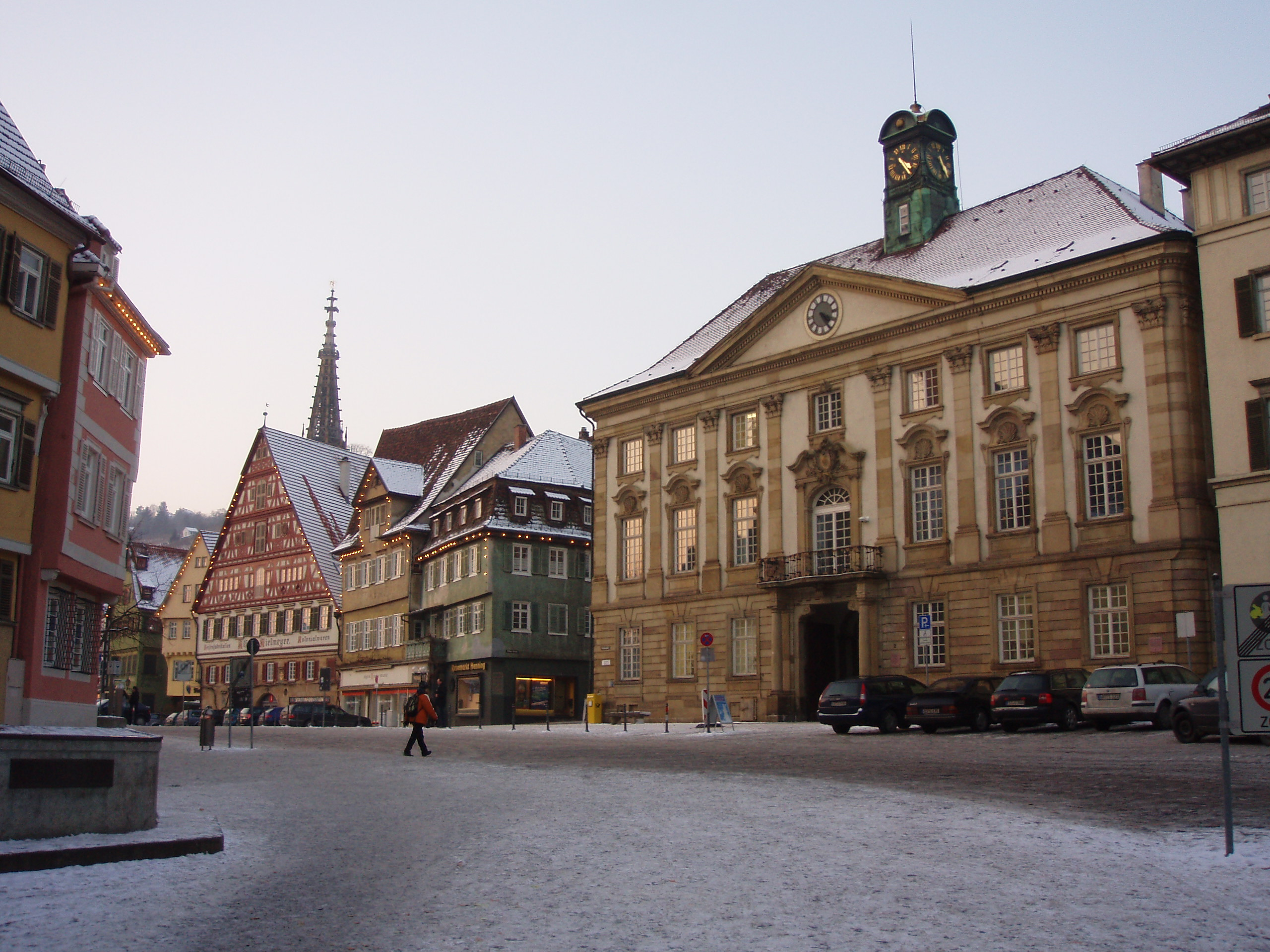
Vista del palacio donde nació Alejandro, actual ayuntamiento de Esslingen.

Alejandro, conde de Wurtemberg (Esslingen, 29 de marzo de 1839-Féchy, 19 de junio de 1876) fue un noble, militar y artista, nieto por vía morganática del duque Guillermo de Wurtemberg.

## Biografía
Fue uno de los hijos habidos del matrimonio formado por el conde Alejandro de Wurtemberg y la condesa Helena Festetics de Tolna (1812-1866). Por parte paterna su padre era a su vez hijo primogénito del duque Guillermo de Wurtemberg y de su esposa morganática la baronesa Guillermina von Tunderfeldt-Rhodis (1777-1822). Su abuelo paterno era hermano menor del rey Federico I de Wurtemberg. Por parte de su madre, esta era hija del conde Ladislao Festetics de Tolna, importante jurista y cortesano húngaro; y de su esposa la princesa Josefina de Hohenzollern-Hechingen, hija a su vez de Hermann, príncipe reinante de Hohenzollern-Hechingen. Sus padres habían contraído matrimonio en Keszthely, propiedad del padre de Helene, el 3 de julio de 1832.
Everardo tuvo además otros hermanos y hermanas, titulados condes de Wurtemberg:
- Everardo (1833-1910), militar al servicio del Imperio austríaco y del reino de Wurtemberg. Murió célibe aunque con descendencia ilegítima.
- Guillermina (1834-1910), religiosa de la Sociedad del Sagrado Corazón.
- Paulina (1836-1911), se casó en 1857 con el conde Maximiliano Adam von Wuthenau-Hohenthurm.

Quedó huérfano de padre en 1844, pasando a vivir en Viena junto con su madre y sus hermanos. Viena era el lugar donde vivía gran parte de la familia de su madre. El año siguiente (28 de diciembre de 1845 en la iglesia de San Miguel de Viena) su madre contraería matrimonio con el barón Francisco Chollet du Bourget, noble saboyano de Chambery, por entonces parte del reino de Cerdeña.
Comenzó su carrera militar en 1855, ingresando en la academia militar de Ludwigsburg, situada en el reino de Wurtemberg donde reinaba su pariente lejano, Guillermo I. Alcanzó el grado de teniente en el ejército de Wurtemberg dos años después (1857). Era primer teniente en el segundo regimiento de caballería de ese ejército en 1862. Posteriormente contrajo grandes deudas, al igual que su hermano mayor. En 1863 iniciaría estudios de ingeniería en la Escuela Politécnica Federal de Zúrich, por influencia del médico alemán Theobald Kerner. En esos años su situación financiera continuaría siendo extremadamente delicada.
Entre 1868 y 1872 formó parte de la Legión Extranjera francesa, sirviendo bajo el nombre de Albert Walter. Su pasó por esta unidad militar francesa terminaría por petición del gobierno del reino de Wurtemberg. Por decreto de fecha 30 de noviembre de 1872, su primo el rey Carlos I de Wurtemberg cambió oficialmente su nombre a Albert Walter, a petición de este.
Murió en 1876 en la localidad suiza de Féchy, siendo enterrado en el cementerio de la localidad.

## Títulos
- Conde de Württemberg, con el tratamiento de Erlaucht (similar a Su Alteza Ilustrísima)